# Місто днів
«Місто Днів» — поетична збірка Валерія Шевчука, опублікована у 2015 році.
У книзі зібрано поетичні твори й переклади сучасних поетів Валерія Шевчука, відомого як прозаїк, літературознавець та історик. Так склалося, що, почавши літературну діяльність як поет, він ніколи не друкував своїх віршів, хоч писав їх проздовж творчого життя, подавши хіба зразки тієї поезії у своїх спогадових писаннях. Тож можна сказати, що перед читачем відкривається цілком невідомий пласт творчості письменника, що, напевне, знайде відгук  у любителя вишуканої поезії.
До книжки "Місто Днів" увійшли вірші різних років, від старшого шкільного віку автора й дотепер.
Поезія Валерія Шевчука стилістично тяжіє до раннього українського модернізму, позначена вона й романтичними впливами. У цих віршах привертає увагу вагома роль сюжетного, розповідного, епічного начала. 
Окрім оригінальних віршів Валерія Шевчука, до книжки ввійшли і його переклади польських, норвезьких та грузинських поетів ХХ століття. А метатексти «Міста Днів» — авторська передмова й авторські коментарі — розлогі, ретельні та замислені, тож вони матимуть особливе значення для розуміння доби і прислужаться дослідникам Шевчукової творчості.

## Зміст видання
Збірка складається з тринадцяти частин: Із "Школярського зошита" (1955 - березень 1956), Із "Жовтого зошита" (березень 1957 - серпень 1958, "Боярська осінь" (вересень - листопад 1958), "У студентській кімнаті" (грудень 1958), Із "Загального зошита" (1959), З "Альбому" і між конспектів (1960), "У пошуках жар-птиці" (вересень - грудень 1960), "Із розсипаних листків" (січень - жовтень 1961), "Зелений дощ" (червень 1963 - травень 1966), "Під враженням серпня" (квітень 1974 - грудень 1977), "Під дзвін вечірнього цвіркуна" (серпень 1978 - грудень 1983), "Сніг на зеленій траві" (листопад 1988 - липень 2013), Переклади поезії XX століття.